# Leptopelis bequaerti
Leptopelis bequaerti és una espècie de granota de la família dels hiperòlids que viu a Libèria i, possiblement també, a Guinea.